# Allantophomopsiella
Allantophomopsiella is een monotypisch geslacht van schimmels uit de familie Phacidiaceae. Het bevat alleen de soort Allantophomopsiella pseudotsugae.